# Alpha Ethniki 1985-1986
L'Alpha Ethniki 1984-1985 fu la 49ª edizione della massima serie del campionato di calcio greco, conclusa con la vittoria del Panathīnaïkos, al suo quattordicesimo titolo.
Capocannoniere del torneo fu Nikos Anastopoulos (Olympiacos), con 19 reti.

## Formula
Come nella stagione precedente le squadre partecipanti furono 16 e disputarono un girone di andata e ritorno per un totale di 30 partite.
Le ultime due classificate furono retrocesse in Beta Ethniki.
Il punteggio prevedeva due punti per la vittoria, uno per il pareggio e nessuno per la sconfitta.
Il Panachaiki fu penalizzato di un punto.
Le squadre ammesse alle coppe europee furono quattro: i campioni alla Coppa dei Campioni 1986-1987, la vincitrice della coppa nazionale alla Coppa delle Coppe 1986-1987 e seconda e terza classificata alla Coppa UEFA 1986-1987.

## Squadre partecipanti
| Squadra            | Città      | Stadio | Stagione 1984-1985 |
| ------------------ | ---------- | ------ | ------------------ |
| AEK Atene          | Atene      |        | 3°                 |
| Apollōn Kalamarias | Kalamaria  |        | 12°                |
| Apollōn Smyrnīs    | Atene      |        | 11°                |
| Arīs Salonicco     | Salonicco  |        | 7°                 |
| Doxa Dramas        | Drama      |        | 13°                |
| Ethnikos Pireo     | Il Pireo   |        | 9°                 |
| Īraklīs            | Salonicco  |        | 5°                 |
| Larissa            | Larissa    |        | 6°                 |
| OFI Creta          | Candia     |        | 10°                |
| Olympiacos         | Il Pireo   |        | 4°                 |
| Panachaïkī         | Patrasso   |        | 14°                |
| Panathīnaïkos      | Atene      |        | 2°                 |
| Paniōnios          | Nea Smyrnī |        | 8°                 |
| Panserraïkos       | Serres     |        | Beta Ethniki       |
| PAOK               | Salonicco  |        | Campione di Grecia |
| PAS Giannina       | Giannina   |        | Beta Ethniki       |

## Classifica finale
|                   | Pos. | Squadra            | Pt | G  | V  | N  | P  | GF | GS | DR  |
| ----------------- | ---- | ------------------ | -- | -- | -- | -- | -- | -- | -- | --- |
| Grecia (bandiera) | 1.   | Panathīnaïkos      | 43 | 30 | 18 | 7  | 5  | 58 | 26 | +32 |
|                   | 2.   | OFI Creta          | 38 | 30 | 16 | 6  | 8  | 41 | 31 | +10 |
|                   | 3.   | AEK Atene          | 36 | 30 | 13 | 10 | 7  | 42 | 28 | +14 |
|                   | 4.   | Īraklīs            | 36 | 30 | 14 | 8  | 8  | 34 | 22 | +12 |
|                   | 5.   | Olympiacos         | 34 | 30 | 14 | 6  | 10 | 57 | 42 | +15 |
|                   | 6.   | Paniōnios          | 34 | 30 | 14 | 6  | 10 | 38 | 33 | +5  |
|                   | 7.   | Arīs Salonicco     | 33 | 30 | 11 | 11 | 8  | 35 | 29 | +6  |
|                   | 8.   | Larissa            | 30 | 30 | 12 | 6  | 12 | 36 | 31 | +5  |
|                   | 9.   | Apollōn Kalamarias | 28 | 30 | 9  | 10 | 11 | 25 | 30 | -5  |
|                   | 10.  | PAOK               | 27 | 30 | 10 | 7  | 13 | 33 | 38 | -5  |
|                   | 11.  | Apollōn Smyrnīs    | 24 | 30 | 5  | 14 | 11 | 19 | 34 | -15 |
|                   | 12.  | Ethnikos Pireo     | 24 | 30 | 6  | 12 | 12 | 27 | 39 | -12 |
|                   | 13.  | PAS Giannina       | 24 | 30 | 8  | 8  | 14 | 30 | 42 | -12 |
|                   | 14.  | Doxa Dramas        | 24 | 30 | 7  | 10 | 13 | 24 | 43 | -19 |
|                   | 15.  | Panserraïkos       | 24 | 30 | 8  | 8  | 14 | 28 | 45 | -17 |
|                   | 16.  | Panachaïkī         | 20 | 30 | 8  | 5  | 17 | 29 | 43 | -14 |

Legenda:

      Campione di Grecia
      Ammesso alla Coppa UEFA
      Ammesso alla Coppa delle Coppe
      Retrocesso in Beta Ethniki
Note:

Due punti a vittoria, uno a pareggio, uno a sconfitta.
Panachaiki penalizzato di 1 punto.

### Verdetti
- Panathinaikos campione di Grecia 1985-86 e qualificato alla Coppa dei Campioni
- OFI Creta e AEK Atene qualificati alla Coppa UEFA
- Olympiacos Pireo qualificato alla Coppa delle Coppe
- Panserraikos e Panachaiki retrocesse in Beta Ethniki.